# Bahloula
 (avril 2025).
Motif : En attendant des sources secondaires centrées.
- Archive Wikiwix
- Bing
- Cairn
- DuckDuckGo
- E. Universalis
- Gallica
- Google
- G. Books
- G. News
- G. Scholar
- Persée
- Qwant
- (zh) Baidu
- (ru) Yandex
- (wd) trouver des œuvres sur Wikidata

| 1. | Préciser le motif de la pose du bandeau. | Précisez le motif de la pose du bandeau en utilisant la syntaxe suivante : {{admissibilité à vérifier\|date=juillet 2025\|motif=remplacez ce texte par le motif}}             |
| 2. | Informer les utilisateurs concernés.     | Pensez à avertir le créateur de l'article, par exemple, en insérant le code ci-dessous sur sa page de discussion : {{subst:avertissement admissibilité à vérifier\|Bahloula}} |

Bahloula est une ancienne tribu berbère marocaine. 
Elle est connue actuellement sous le nom de Bhalil, dans la région de Fès-Meknès, et  son toponyme est l'origine étymologique des noms des communes espagnoles de Bollullos de la Mitación, à Séville, de Bollullos Par del Condado, à Huelva et de Bollula, en Alicante.